# Canal du Verdon
Verdonský kanál je zavlažovací kanál nalézající se v regionu Provence-Alpes-Côte d'Azur, který byl vybudován v letech 1866-1875 za účelem přivedení vody z řeky Verdon do Aix-en-Provence. V 70. letech 20. století byl postupně opuštěn ve prospěch kanálu Canal de Provence.

## Historie
Potřeba vody pro město Aix-en-Provence a okolní obce vedla v roce 1857 k rozhodnutí vybudovat Canal du verdon neboli kanál Verdonský kanál .
Stavba kanálu byla schválena v roce 1863, stavět začala anglická společnost French Irrigation Company v roce 1866 a dokončila jej Compagnie générale de canaux et travaux publics . Na stavbě se podílelo více než 500 dělníků odsouzených k nuceným pracím.
Stavba přehradní hráze a objektů pro odběr vody byla zahájená v roce 1866 u vesnice Quinson a byla dokončena v roce 1869. Dne 15. srpna 1875 přitekly vody Verdonu do Aix-en-Provence k fontáně Rotonde. Ve skutečnosti byla fontána slavnostně otevřena v roce 1860, tedy několik let před zahájením prací na Verdonském kanálu. Celkově byly práce rozloženy do patnácti let a byly dokončeny kolem roku 1878, kdy voda z Verdonu mohla zásobovat obce Aix-en-Provence, Venelles, Rognes, Saint-Cannat a Lambesc - celkem bylo možné zavlažovat téměř 3 000 hektarů zemědělské půdy.
V období před druhou světovou válkou nebyli koncesionáři Verdonského kanálu schopni zajistit jeho řádnou údržbu a dílo se nacházelo v pokročilém stádiu chátrání, což ohrožovalo zásobování města Aix-en-Provence vodou. V roce 1927 pak koncesi na toto vodní dílo převzal departement Bouches-du-Rhône. Po válce byly provedeny některé rozšiřovací a renovační práce , ale postupem času se kvůli stále rostoucím potřebám obyvatelstva a chátrajícímu stavu přestal kanál využívat. V letech 1969-1980 jej pak postupně nahradil Canal de Provence .
Na vrcholu svého rozvoje v roce 1969 zahrnoval Verdonský kanál včetně všech jeho prodloužení celkem 750 km kanálů. Odebíraný průtok byl vždy omezen na 4 500 l/s a 800 l/s se ztrácelo na trase (10 l/s na km). Voda byla rozváděna sítí otevřených kanálů a potrubí. V závislosti na sektoru bylo zavlažování buď tradiční a gravitační ve starých obvodech, nebo moderní a tlakové v nových sítích .

## Technický úspěch
Stavba Verdonského kanálu byla technickým úspěchem, který byl oceněn na Světové výstavě v Paříži v roce 1878  a na Světové výstavě v Melbourne v roce 1880 .
Hlavní větev kanálu je dlouhá 82 km a protíná obce Régusse, Montmeyan, Quinson, Saint-Julien-le-Montagnier, Esparron-de-Verdon a Ginasservis, než dosáhne obcí Rians, Jouques, Peyrolles-en-Provence, Meyrargues a Venelles . Nejpozoruhodnějším úsekem je průchod Basses gorges du Verdon v délce více než 8 km. Kanál, místy podzemní, místy opřený o stěny proti strmým skalám, je přístupný pouze po stezce vyhloubené ve skále. Je zde 61 tunelů, které dohromady dosahují délky 3 km. Dále si stavba kanálu vyžádala také 20 podzemních tunelů o celkové délce 16 km, 3 mosty-akvadukty o délce 32 m, 89 m a 121 m a výšce 14 m, 16 m a 21 m, 4 velké sifony, 66 akvaduktů, 13 podchodů, 95 nadchodů a 6 km břehových zdí .
Je zde osm odbočných větví. Hlavními stavbami, které si vyžádaly, byly most-akvadukt Calèche dlouhý 1 116 m a sifon Arc na větvi Milles.

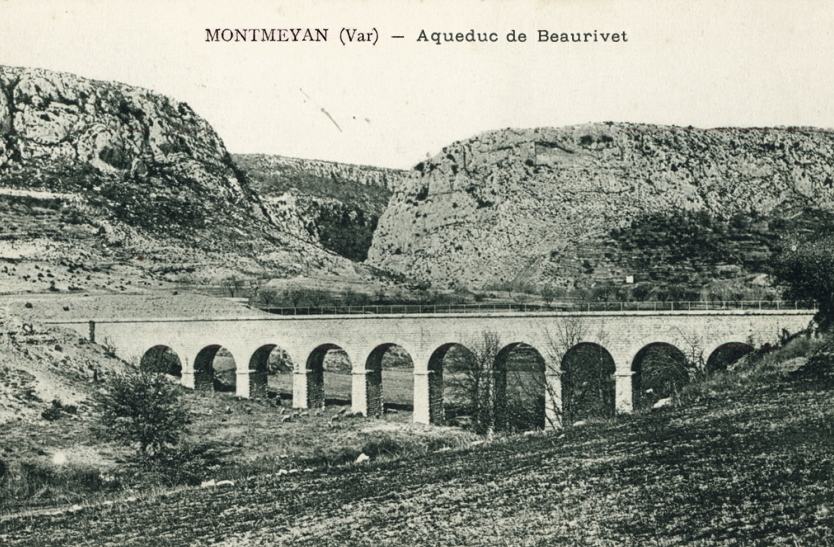
akvadukt de Beaurivet en 1895.
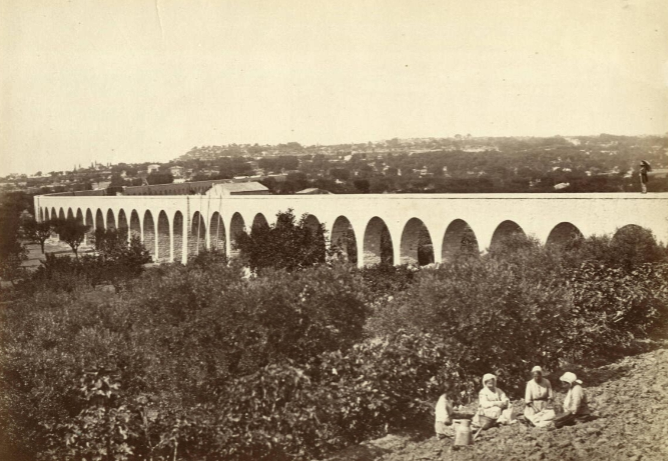
akvaduktc de Calèche en 1904.
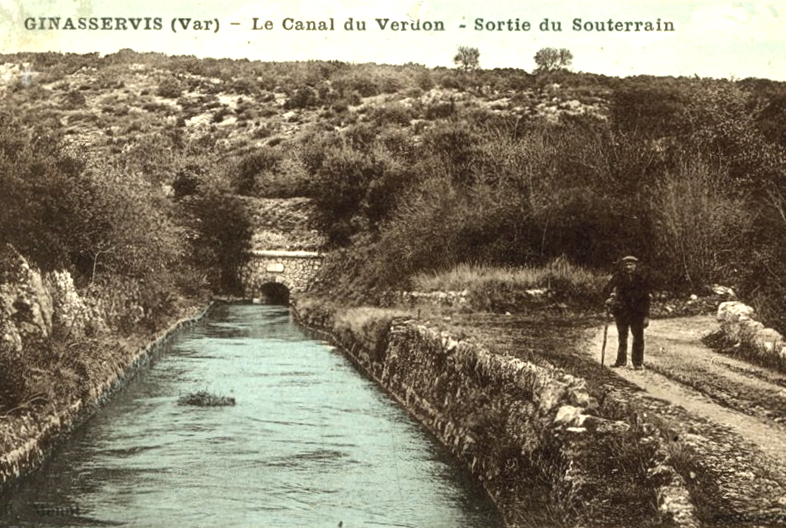
Souterrain de Ginasservis en 1905.
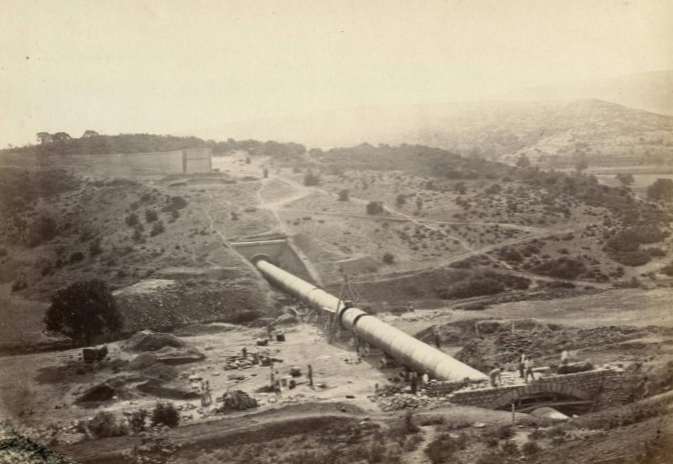
Le siphon de la Lauvière en 1870.
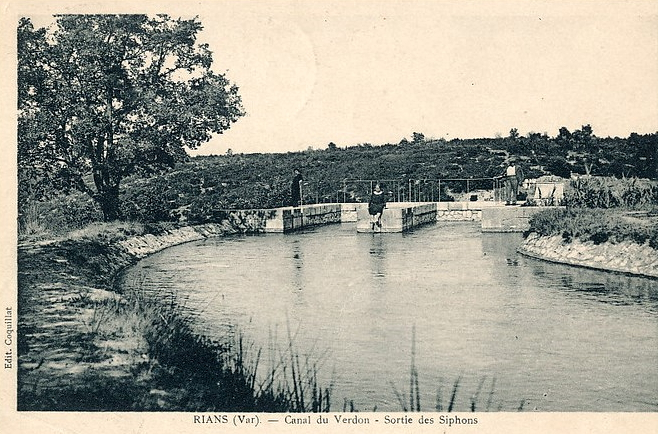
Le siphon de Rians en 1905.

Zachované objekty

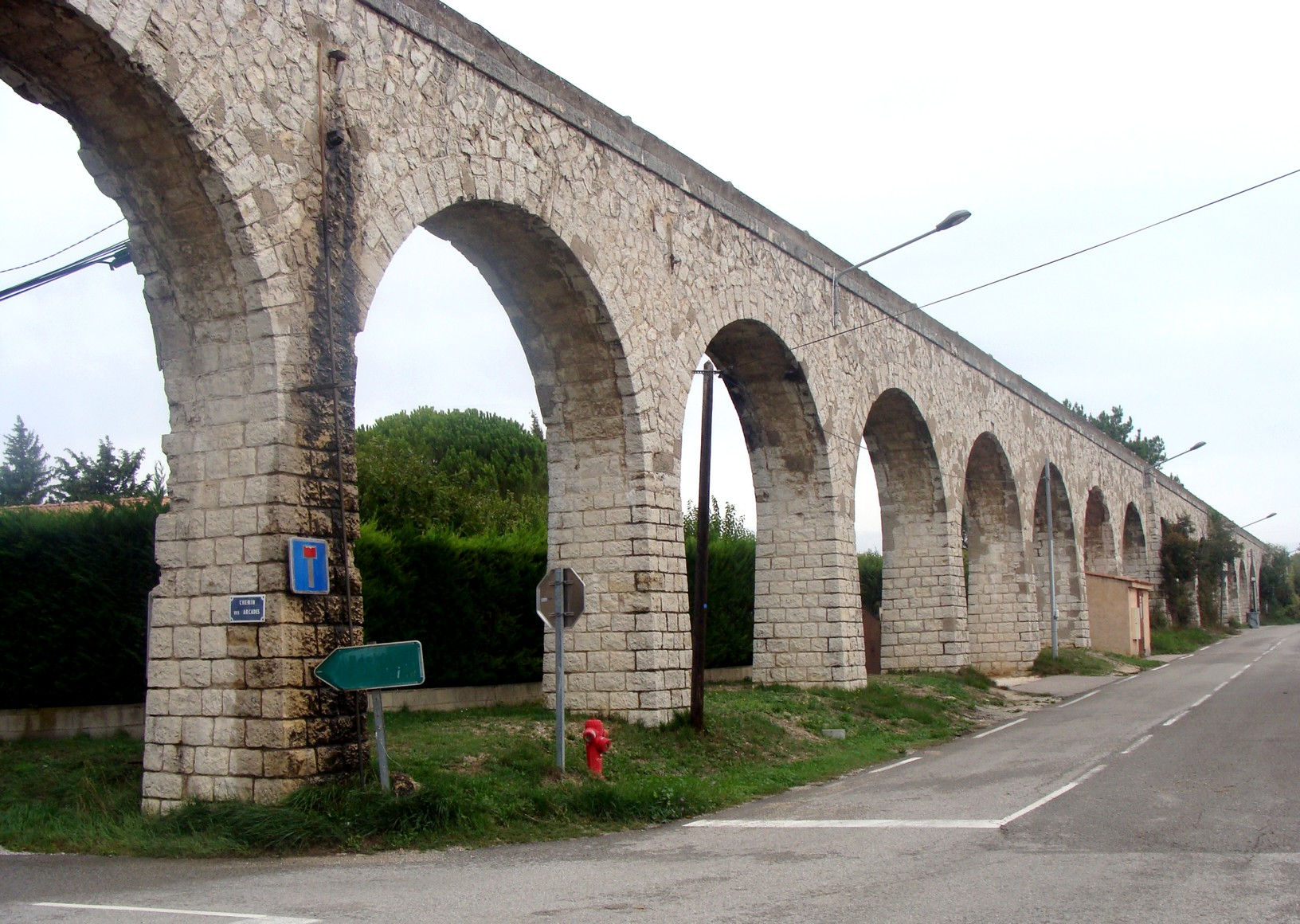
akvadukt de Calèche en 2019.
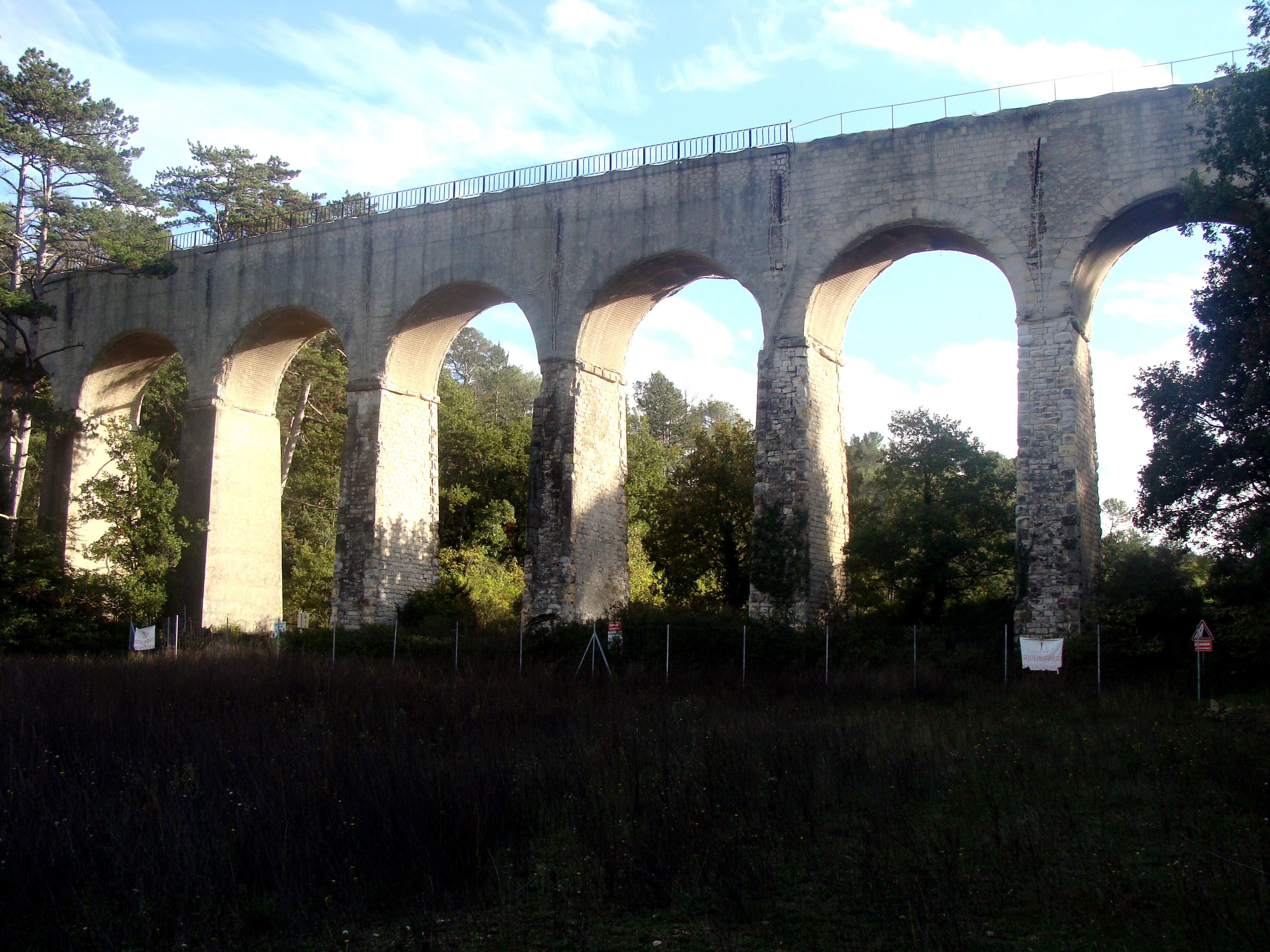
akvadukt de Parrouvier en 2019.
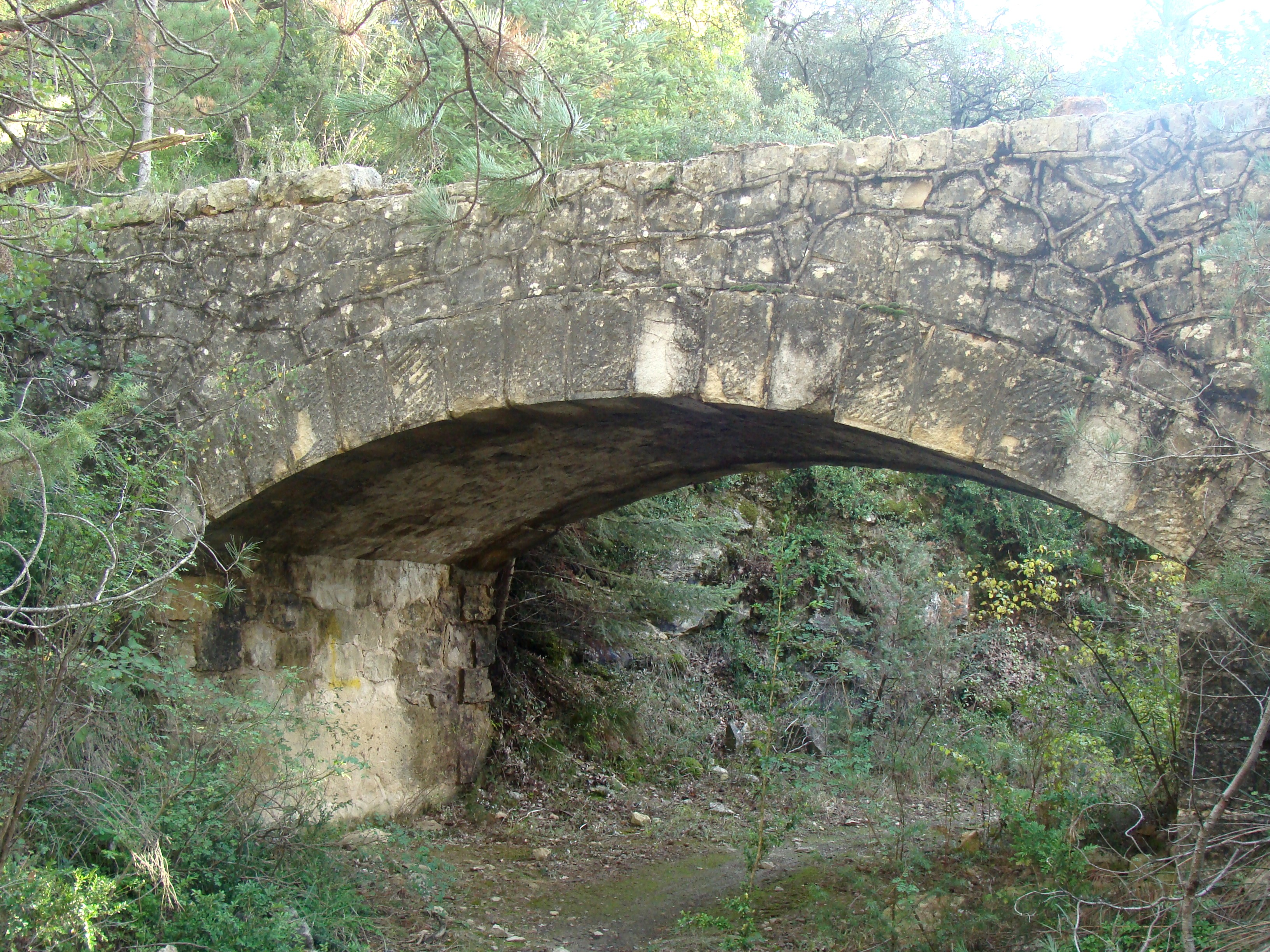
most přes kanál u Parrouvier
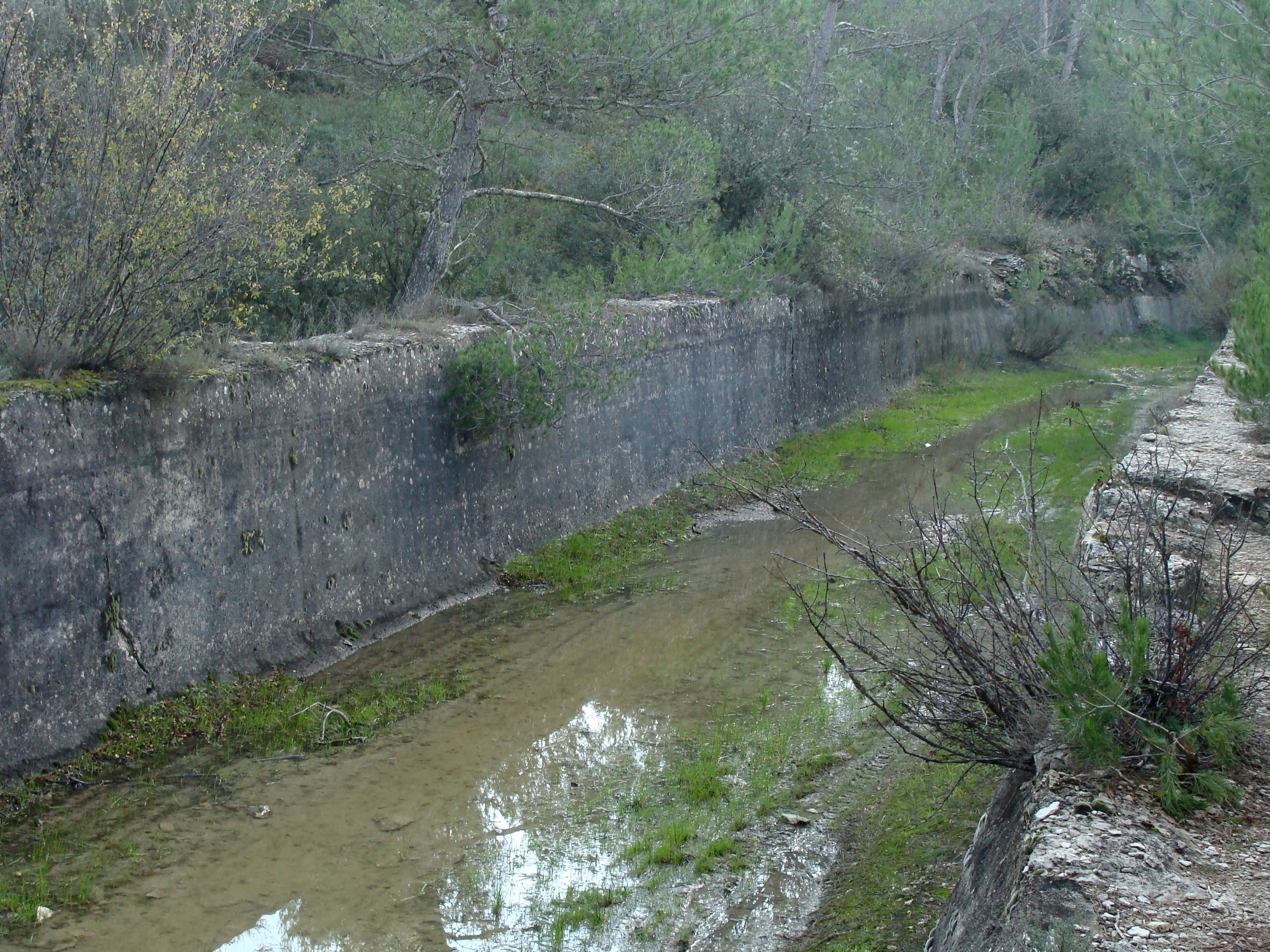
kanál u Venelles

## Přístupnost
Inspekční stezka podél kanálu, která umožňovala procházet podél celé stavby je v dolní části soutěsky Basses gorges du Verdon částečně zatopena vodami přehradního jezera Esparron. Malá část samotného kanálu je průchozí, a to na břehu jezera naproti vesnici Esparron-de-Verdon. Od Quinsonu však byla v roce 2014 stezka v délce 3,3 km sanována a zabezpečena nízkými zídkami a kamennými konstrukcemi, vyhlídkami, schody, lávkami a zábradlím a je jednou z hlavních turistických tras regionálního přírodního parku Verdon .
Vedle stezky jsou nyní štoly velmi významným zimovištěm a hnízdištěm několika druhů netopýrů .
V Peyrolles-en-Provence byla za účelem propagace historie Verdonského kanálu v roce 2021 slavnostně otevřena 12 km dlouhá trasa mezi sifonem Trempasse po proudu a Camp Chinois .